# MKpV Pest
A MKpV Pest sorozat a Magyar Középponti Vasút (röviden MKpV, németül Ungarischen Zentraleisenbahn, UZB) szerkocsis gőzmozdonysorozata volt.
A mozdonyokat a seraingi Cockerill mozdonygyárban építették 1845-ben. A minta a Norris Philadelphia-típusa volt. Egy kapcsolatlan kerékpárú, egyenes tengelyű és kéttengelyes forgóvázú, továbbá belsőkeretes, belsővezérlésű, valamint a kereten kívül ferdén elhelyezett hengerekkel. A rostélyfelület aránya a fűtőfelülethez feltételezte a jobb minőségű kőszén használatát. Valójában akkoriban Magyarországon a mozdonyokat túlnyomórészt fával fűtötték, így az elvárt teljesítményt (74 kW) valószínűleg nem mindenkor szolgáltatta. A mozdony magasított kéménnyel és félgömbfedelű állókazánnal készült.
A Pest és Buda mozdonyokkal 1846 július 15-én megindult az első magyar vasúti szakaszon a közlekedés MKpV Pest–Vác vonalán.
1850-ben a MKpV -t államosították, az így létrejött cs. kir. Délkeleti Államvasút (SöStB) az  átkerült mozdonyokat 2-5 pályaszámokkal látta el. 1855-ben az ÁVT felvásárolta az SöStB-t, a pályaszámokat 51-54-re változtatta. A BUDA - az 52 pályaszámú - a második pályaszámrendszerben a 2 számot kapta, végül 1865-ben selejtezték.
Az MKpV első mozdonyairól sem fénykép, sem rajz nem maradt fenn. A bemutatott kép mindössze egy stilizált rajz, semmiképpen sem tekinthető műszakilag pontos ábrázolásnak. A forrásokból a fenti adatokat ismerjük. Ismert, hogy a Pest próbamenetben 43 km/h sebességet ért el. Megjegyzendő, hogy a PEST típusú 4 mozdony ferdehengeres volt, ebben különbözik a Vácz típustól. Feltételezhető, hogy az 1843-ban gyártott DEBRECZIN, mint anyagvonati mozdony, a pályaépítés megkezdését követően (1845?) került Magyarországra, Így ez tekinthető az első magyar mozdonynak.

## Fordítás
Ez a szócikk részben vagy egészben  az   UZB – Pest bis Pozsony című német Wikipédia-szócikk fordításán alapul.  Az eredeti cikk szerkesztőit annak laptörténete sorolja fel. Ez a jelzés csupán a megfogalmazás eredetét és a szerzői jogokat jelzi, nem szolgál a cikkben szereplő információk forrásmegjelöléseként.